# Piper PA-31
Die Piper PA-31 ist ein leichtes zweimotoriges Geschäfts-, Zubringer- und Schulflugzeug des US-amerikanischen Flugzeugherstellers Piper Aircraft Corporation.

## Geschichte
In den 1960er Jahren entstand Bedarf nach einem kleinen zweimotorigen Fracht-, Geschäfts- und Zubringerflugzeug. Die daraufhin von Piper entwickelte Navajo bestritt ihren Erstflug am 30. September 1964. Die Auslieferungen begannen am 17. April 1967. Das Flugzeug konnte zunächst erfolgreich verkauft werden. Als die Nachfrage in den 1980er Jahren einbrach, musste die Produktion nach 2044 gebauten Exemplaren eingestellt werden.

## Versionen

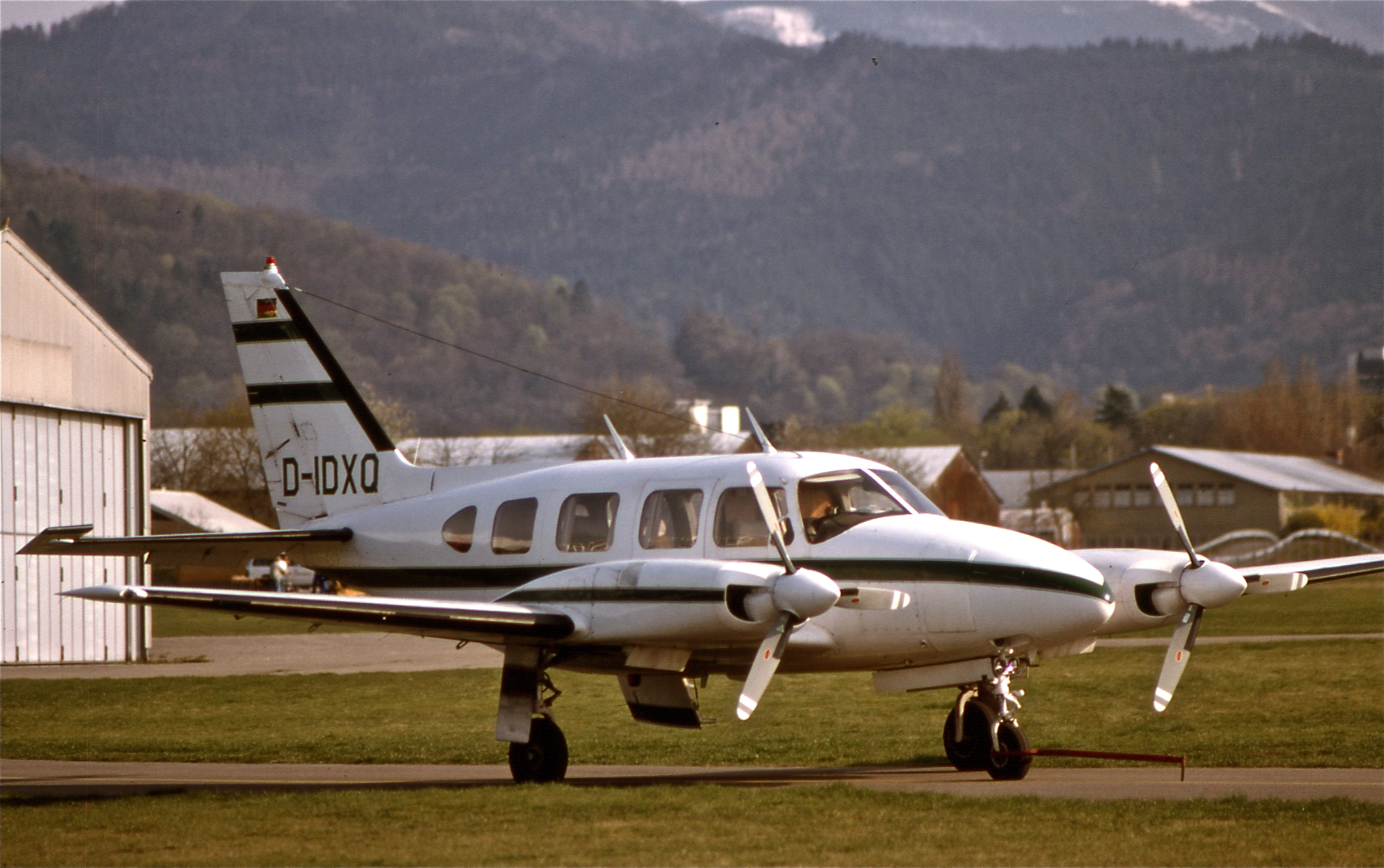
Piper PA-31 Navajo D-IDXQ (Werknummer 31-294) der Firma Flugdienst Freiburg Harter auf dem Flugplatz Freiburg (EDTF), 12. April 1992.

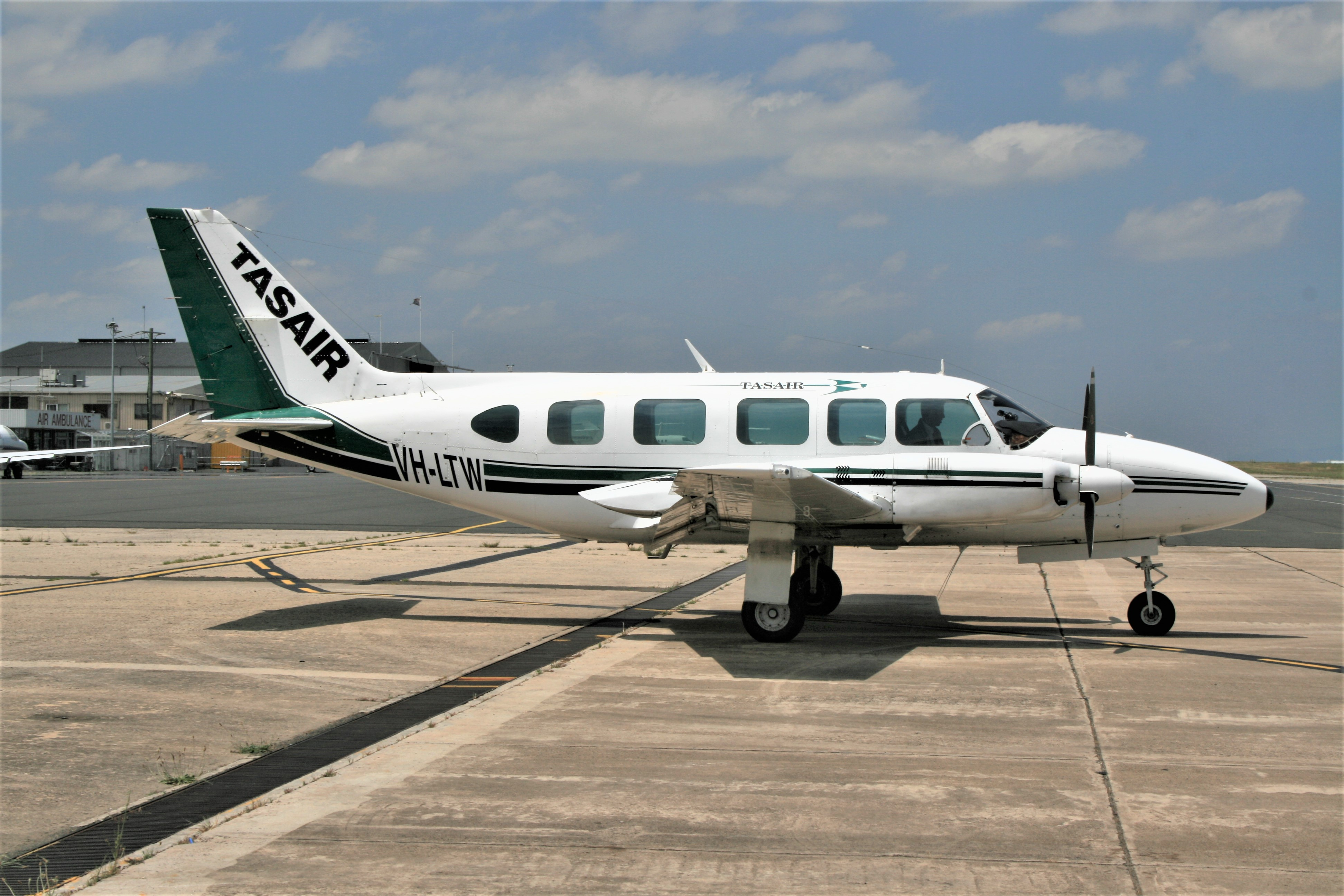
Eine Piper PA-31-350 Navajo Chieftain der Tasair

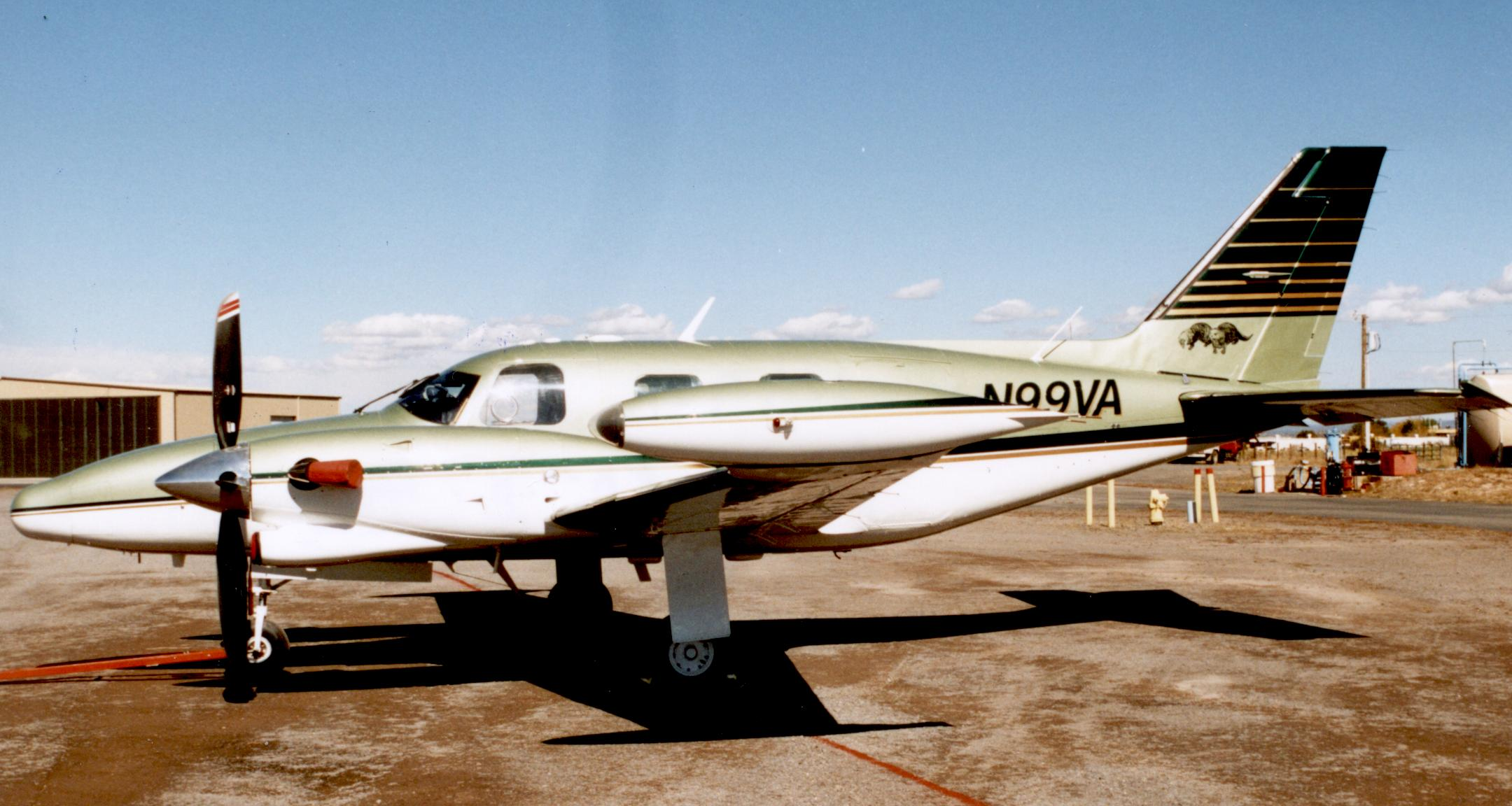
Eine Piper PA-31T Cheyenne

Die PA-31 ist in einer Vielzahl von Versionen gebaut worden
- PA-31-300 Navajo, Basisausführung Standard mit 6 Sitzen die paarweise neben dem Mittelgang mit Blickrichtung nach vorne angeordnet sind. Verfügt über eine Garderobe und ein Gepäckabteil im Heck. Unter Wegfall dieser Ausrüstung können bis zu 9 Sitze montiert werden. Als Commuterausführung wird die Maschine mit 8 Sitzen und einer Trennwand hinter dem Cockpit geliefert. Die Executive-Ausführung verfügt wahlweise über diese Abtrennung zum Cockpit. Die Einzelsitze sind jedoch sich gegenüberliegend angeordnet und mit einem Tisch in der Mitte versehen. Im Heck ist eine Nasszelle mit WC durch einen Vorhang von der Kabine abgetrennt. Ohne Nasszelle können auch hier bis zu neun Sitze montiert werden. Jede dieser Ausführungen konnte mit drei unterschiedlichen Avionik-Ausrüstungen ausgeliefert werden. Dieses Modell ist auch mit Turboladermotoren TIO-540 unter dem Namen Piper Turbo Navajo geliefert worden. Diese Ausführung konnte zusätzlich mit einer Enteisungsausrüstung bestellt werden.
- PA-31-310 Navajo, auch „Straight Navajo“ oder „Mini-Liner“
- PA-31-325 Navajo
- PA-31-350 Navajo Chieftain (ursprünglich „Navajo II“, auch nur „Chieftain“), mit längerer Kabine und stärkeren Motoren (Lycoming TIO-540-J2BD)
- T 1020, Zubringerversion der Chieftain
- PA-31P Pressurized Navajo („P-Navajo“). Erste Untersuchung über eine Ausführung mit einer Druckkabine begannen im Januar 1966. Der Erstflug dieser Ausführung erfolgte im März 1968. Die ersten Maschinen wurden am 6. März 1970 ausgeliefert. Auch diese Ausführung wurde in einer Standard- und einer Executiv-Version gefertigt
- Piper Mojave, verbesserte PA-31P
- PA-31T Cheyenne (I/II), mit Turboprop-Antrieb und Druckkabine
- T 1040, auch PA-31T3, Zubringerversion der PA-31T Cheyenne

## Zwischenfälle
- Am 17. Juli 1991 wurde eine Piper PA-31 Navajo der britischen Janes Aviation (Luftfahrzeugkennzeichen G-LYDD) beim Start vom Flughafen Lydd (Kent, Großbritannien) irreparabel beschädigt, als die äußeren 5 Fuß der äußeren rechten Tragfläche und des Querruders während des Starts explodierten und sich zerlegten. Das Flugzeug, das seit über zwei Jahren nicht mehr geflogen war, wurde in den Tagen vor diesem Flug überholt und musste mit zwei Piloten an Bord nach Blackpool überführt werden. Die Ursache des Vorfalls war offenbar ein Kraftstoffleck, das durch ein loses Ventil und/oder eine defekte Dichtung in dem unter Druck stehenden Tank im Steuerbordflügel verursacht wurde, und/oder das Material des Tanks war porös geworden. Dadurch konnte Treibstoff oder Treibstoffdampf in den Außenflügel entweichen, der dann durch ein elektrisches Bauteil in diesem Teil des Flügels entzündet wurde. Beide Piloten, die einzigen Insassen, überlebten den Unfall unverletzt.[1]

## Technische Daten (PA-31-310 Navajo)

Dreiseitenriss

| Kenngröße             | Daten                                                     |
| --------------------- | --------------------------------------------------------- |
| Besatzung             | 1–2                                                       |
| Passagiere            | 6                                                         |
| Spannweite            | 12,40 m                                                   |
| Länge                 | 9,95 m                                                    |
| Höhe                  | 3,96 m                                                    |
| Nutzlast              | 1246 kg                                                   |
| Leermasse             | 1709 kg                                                   |
| Startmasse            | 2900 kg                                                   |
| Höchstgeschwindigkeit | 348 km/h                                                  |
| Dienstgipfelhöhe      | 7300 m                                                    |
| Reichweite            | 1898 km                                                   |
| Triebwerke            | 2 × Lycoming TIO-540-A2B oder -A2C mit je 230 kW (313 PS) |

### Lizenzbauten
- Unter anderen baute Embraer modifizierte Navajos unter den Namen EMB 820 Navajo und EMB 821 Carajá. Von letzterer wurden 28 Stück gebaut und waren mit zwei 550 hp (410 kW) Pratt & Whitney Turbinen ausgerüstet.[2]

## Vergleichbare Flugzeugtypen
- Aero Commander
- Beechcraft Queen Air
- Cessna 421